# Tricimba cardamomi
Tricimba cardamomi är en tvåvingeart som beskrevs av Ismay 1993. Tricimba cardamomi ingår i släktet Tricimba och familjen fritflugor. Inga underarter finns listade i Catalogue of Life.